# Акташкаси
Акташка́си (рос. Акташкасы, чув. Акташкасси) — присілок у складі Цівільського району Чувашії, Росія. Входить до складу Булдеєвського сільського поселення.
Населення — 117 осіб (2010; 122 у 2002).
Національний склад:
- чуваші — 99 %